# I tre amanti
I tre amanti è un intermezzo in musica in due parti del compositore Domenico Cimarosa su libretto di Giuseppe Petrosellini.
Fu rappresentata per la prima volta durante il carnevale del 1777 al Teatro Valle di Roma. Fu successivamente rimesso in scena come il dramma giocoso Le gare degl'amanti al Teatro Maccarani di Nizza durante la primavera del 1783.

## Opera
- Tre amanti Atto I
- Tre amanti Atto II